# Eduardo Kopper
Eduardo Antonio Kopper Orlich (* 16. August 1965 in San José) ist ein ehemaliger costa-ricanischer Skirennläufer.

## Karriere
Kopper vertrat Costa Rica bei den Olympischen Winterspielen 1984 in Sarajevo. Dort belegte er als beste Platzierung Rang 45 im Slalom. Dies war zugleich sein einziger Auftritt als Skirennläufer.

## Erfolge

### Olympische Winterspiele
- Sarajevo 1984: 45. Slalom, 65. Riesenslalom